# Mathias Lobelius
Matthias de L'Obel, em latim Mathias Lobelius (Lille, 1538 — Highgate, Londres, 3 de março de 1616), foi um médico e botânico flamengo de origem francesa. Foi também médico particular de Guilherme, O Taciturno e de Jaime I da Inglaterra.

## Biografia
Lobelius estudou em Lovaina e Montpellier com Guillaume Rondelet, que o tinha em alta estima.  Praticou a Medicina de 1571 a 1581 em Antuérpia e em Delft. onde se tornou-se médico de Guilherme I de Orange. Em 1584, se mudou para os Países Baixos, fugindo da guerra civil e depois se transferiu para a Inglaterra e se tornar médico e botânico do rei Jaime I, onde permaneceu até sua morte.
Foi superintendente do Jardim Botânico de Hackney, fundado pelo Lord Zouche, e botânico oficial da coroa.  Em colaboração com Pierre Pena (1535-1605) publicou a obra Stirpium adversaria nova em 1571, e em 1576 a obra Plantarum seu stirpium historia, que foi traduzida para o flamengo sob o título de Kruydboeck.
Em sua primeira obra "Stirpium adversaria nova", Lobelius descreveu 1500 espécies de maneira precisa, indicando as localidades onde essas espécies foram coletadas, na flora existente dos arredores de Montpellier, e ele também descreve plantas do Tirol, da Suíça e da Holanda. A esta obra foram adicionadas 268 gravuras em madeira talhada.
Na sua segunda obra "Plantarum seu stirpium historia" houve mais que uma simples adaptação da primeira: ela continha um índice em sete idiomas e mais de 2.000 ilustrações (a maioria procedente das obras de Carolus Clusius, Rembert Dodoens e de Pietro Andrea Gregorio Mattioli). A rainha Elisabeth I também tinha muito interesse por Lobelius. Suas obras, que foram editadas por Christophe Plantin tiveram muito sucesso. A ele se atribui a primeira tentativa de classificar as plantas segundo as suas afinidades naturais, em lugar de seus usos médicos como anteriormente.
Charles Plumier batizou o gênero de planta Lobélia em sua homenagem, e a família botânica das "Libeliáceas" foi criada para homenageá-lo. Em seus últimos anos ele passou supervisionando os jardins de Edward la Zouche,  11º Barão Zouche

## Obras principais

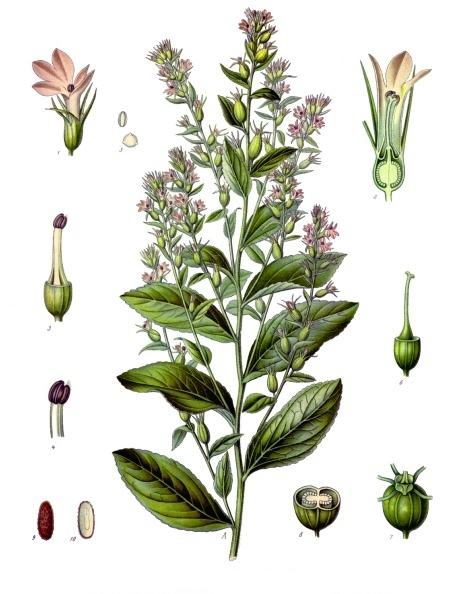
Lobelia inflata
gênero de planta batizado em homenagem a
Mathias Lobelius.

- Plantarum seu Stirpium Historia. Cui annexum est adversariorum volumen, 1576.
- Plantarum seu stirpium icones. Antverp, Christophe Plantin, 1581.
- Icones stirpium, seu plantarum tam exoticarum, quam indigenarum, in gratiam rei herbariae studiosorum in duas partes digestae. Cum septem linguarum indicibus, ad diversarum nationum usum. Anvers, Ex officina Plantiana, Apud Viduam et Ioannem Moretum, 1591.
- Kruydtboeck .Plantin, 1581.
- Stirpium illustrationes (1655)
- Pharmacopoeia - Guillaume Rondelet, Matthias de L'Obel, Ludovicus Myreus